# J.P. Morgan Chase Tower (Houston)
J.P. Morgan Chase Tower är en 75 våningar hög skyskrapa i Houston, Texas. Byggnaden är med sina 305 meter den högsta i Houston, och den 16 högsta i USA. Byggnaden används som kontor, och färdigställdes 1982. Den är byggd i en modernistisk stil. J.P. Morgan Chase Tower hade namnet Texas Commerce Tower vid invigningen, och har också haft namnen Texas Commerce Tower in United Energy Plaza, 600 Travis och Chase Tower.